# Sybrandus Johannes Fockema Andreae
Sybrandus Johannes Fockema Andreae (Beetsterzwaag, 4 juni 1844 - Leiden, 17 januari 1921) was een Nederlands rechtshistoricus. Hij was als hoogleraar oudvaderlands recht verbonden aan de Universiteit Leiden.

## Biografie
Tijdens zijn jeugd volgde Fockema Andreae het onderwijs aan de dorpsschool, kreeg hij privéonderwijs en volgde hij lessen aan het gymnasium te Leeuwarden. In 1863 begon hij aan zijn studie rechten in Leiden. Hij promoveerde in 1868 aldaar op het proefschrift Beschouwingen over Burenrecht. Daarna werd hij benoemd tot kantonrechter in Lemmer en in Hillegersberg. Vervolgens vervulde hij de functie van rechter in Leiden en Amsterdam. In 1875 was hij preadviseur voor de Nederlandse Juristen-Vereniging. Zijn benoeming tot hoogleraar oudvaderlands recht aan de Universiteit Leiden volgde 1877, na het emeritaat van Johan de Wal. Zijn oratie was getiteld Gronden voor de beoefening der Germaansche Rechtsgeschiedenis.
Gedurende zijn hoogleraarschap heeft hij met zijn onderzoek de grondslagen voor de huidige beoefening van het oudvaderlands recht gelegd. In 1886 werd hij lid van de Koninklijke Nederlandse Akademie van Wetenschappen en in 1894 werd hij lid van de Koninklijke Vlaamse Academie van België voor Wetenschappen en Kunsten. Gedurende het studiejaar 1893-1894 vervulde hij de functie van rector magnificus. In die hoedanigheid sprak hij de reden Het rechtsgeleert bedrijf in Nederland uit. In 1914 ging hij met emeritaat. Hij ontving in 1919 een eredoctoraat van de Rheinische Friedrich-Wilhelms-Universiteit. Voor zijn publicatie Untersuchungen zur Erbenfolge der Ost-Germanischen Rechte werd hij benoemd tot Ridder in de Orde van de Nederlandse Leeuw. Verder was hij erelid van de Juridische Gesellschaft te Berlijn.
Op 17 januari 1921 kwam hij in Leiden te overlijden.

## Familie
Sybrandus Johannes Fockema Andreae werd in 1844 geboren te Beetsterzwaag als zoon van de notaris Arnold Andreae en Geeske Fockema. In 1870 trouwde hij met Elisabeth Reinardina Tonckens. In totaal kreeg hij twee zonen en twee dochters; zijn zoon Arnold Fockema Andreae werd vicepresident van het Gerechtshof Arnhem en zijn zoon Joachimus Pieter Fockema Andreae burgemeester van Utrecht.

## Publicaties (selectie)
- Beschouwingen over Burenrecht. Leiden 1868
- Gronden voor de beoefening der Germaansche Rechtsgeschiedenis. Leiden 1877
- Overzicht van Oud-Nederl. Rechtsbronnen. Haarlem 1881
- De Stad Vollenhoven en haar recht, eene bijdrage tot de Overijsselsche rechtsgeschiedenis. Zwolle 1885
- De partijen in Nederland. 1891
- Het rechtsgeleerd bedrijf in Nederland. Leiden 1894
- Het Oud-Nederlandsch burgerlijk recht. Haarlem 1906, 2.
- Hugo de Groot, Inleiding tot de Hollandsche Rechtsgeleerdheit, met aanteekeningen. Arnhem 1895, 1910